# Craig S. Keener
Craig S. Keener é um teólogo protestante americano, estudioso da Bíblia e professor de Novo Testamento no Seminário Teológico de Asbury.

## Biografia
Ele estudou no Central Bible College (agora Evangel University) e se formou em Bachelor of Arts em 1982, depois estudou teologia no Assemblies of God Theological Seminary (agora Evangel University) e obteve um Mestrado em 1982 e um Mestrado em Divindade em 1987. Ele também estudou na Universidade Duke em Novo Testamento e origens cristãs e obteve um doutorado em 1991. Nesse mesmo ano, ele foi ordenado como um ministro pela Convenção Batista Nacional, EUA.

### Ministério
Em 2001, tornou-se pastor associado da Igreja Batista do Tabernáculo de Enon, na Filadélfia, até 2011..
Keener tornou-se professor no Hood Theological Seminary, depois professor de Novo Testamento no Seminário Teológico Batista Oriental da Universidade do Leste por quase 15 anos. Ele escreveu vários comentários sobre os livros do Novo Testamento, além de livros que abrangem vários tópicos, de Jesus e Paulo à igreja afro-americana. Seu popular comentário bíblico cultural: O Novo Testamento vendeu mais de meio milhão de cópias. De acordo com Bruce Chilton, o livro de Keener, de 2009, O Jesus Histórico dos Evangelhos "marca um momento notável no estudo crítico de Jesus", em que Keener usa o estudo do ambiente judaico de Jesus para argumentar pela autenticidade dos Evangelhos.
Desde 2011, Keener é Professor (FM e Ada Thompson) de Novo Testamento no Seminário Teológico de Asbury em Wilmore (Kentucky).   Keener ensina em vários países, especialmente países em África.
Maior é o atual editor do Bulletin for Biblical Research.
Keener também serve como o atual presidente da Sociedade Teológica Evangélica.

## Trabalhos

### Livros
- Keener, Craig S. (1991). And Marries Another: divorce and remarriage in the teaching of the New Testament. Hendrickson. Peabody, MA: [s.n.] ISBN 978-0-943-57546-9. OCLC 24787129
- Keener, Craig S. (1992). Paul, Women & Wives. Hendrickson. Peabody, MA: [s.n.] ISBN 978-0-943-57596-4. OCLC 26363900
- Keener, Craig S. (1994). The IVP Bible Background Commentary: New Testament. InterVarsity Press. Downers Grove, IL: [s.n.] ISBN 978-0-830-81405-3. OCLC 29313370
- Keener, Craig S. (1997). The Spirit in the Gospels and Acts: divine purity and power. Hendrickson. Peabody, MA: [s.n.] ISBN 9781565631694. OCLC 1124144441 - based on the author's Ph.D. thesis
- Keener, Craig S. (1997). Matthew. InterVarsity Press. Col: IVP New Testament commentary series. 1. Downers Grove, IL: [s.n.] ISBN 978-0-830-81801-3. OCLC 35723512
- Keener, Craig S. (1999). A Commentary on the Gospel of Matthew. Eerdmans. Grand Rapids, MI: [s.n.] ISBN 978-0-802-83821-6. OCLC 40473792
- Keener, Craig S. (2000). Revelation. Zondervan. Col: NIV Application Commentary. Grand Rapids, MI: [s.n.] ISBN 978-0-3102-3192-9. OCLC 41924712
- Keener, Craig S. (2001). Gift & Giver: The Holy Spirit for Today. Baker Academic. Grand Rapids, MI: [s.n.] ISBN 978-0-8010-2266-1. OCLC 45162181
- Keener, Craig S. (2003). The Gospel of John: A Commentary (2 vols.). Hendrickson. Peabody, MA: [s.n.] ISBN 978-1-5656-3378-0. OCLC 52750146
- Keener, Craig S. (2006). 1-2 Corinthians. Cambridge University Press. Col: New Cambridge Bible Commentary. Cambridge: [s.n.] ISBN 978-0-521-83462-9. OCLC 56840215
- Keener, Craig S. (2009). The Historical Jesus of the Gospels. Eerdmans. Grand Rapids, MI: [s.n.] ISBN 978-0-802-86292-1. OCLC 368046328
- Keener, Craig S. (2009). Romans. Cascade Books. Col: New Covenant Commentary Series. [S.l.: s.n.] ISBN 978-1-6060-8156-3. OCLC 437054246
- Keener, Craig S. (2011). Miracles: The Credibility of the New Testament Accounts. Baker Academic. Grand Rapids, MI: [s.n.] ISBN 978-0--801-03952-2. OCLC 699760418
- Keener, Craig S. (2012). Acts: An Exegetical Commentary, vol. 1: Introduction and 1:1-2:47. Baker Academic. Grand Rapids, MI: [s.n.] ISBN 978-0-8010-4836-4. OCLC 844024128
- Keener, Craig S. (2013). Acts: An Exegetical Commentary, vol. 2: 3:1-14:28. Baker Academic. Grand Rapids, MI: [s.n.] ISBN 978-0-8010-4837-1. OCLC 864430825
- Keener, Craig S. (2014). Acts: An Exegetical Commentary, vol. 3: 15:1-23:35. Baker Academic. Grand Rapids, MI: [s.n.] ISBN 978-0-8010-4838-8. OCLC 861208882
- Keener, Craig S. (2015). Acts: An Exegetical Commentary, vol. 4: 24:1-28:31. Baker Academic. Grand Rapids, MI: [s.n.] ISBN 978-0-8010-4839-5. OCLC 903675668
- Keener, Craig S. (2016). The Mind of the Spirit: Paul's Approach to Transformed Thinking. Baker Academic. Grand Rapids, MI: [s.n.] ISBN 978-0801-09776-8
- Keener, Craig S. (2016). Spirit Hermeneutics: Reading Scripture in Light of Pentecost. Eerdmans. Grand Rapids, MI: [s.n.] ISBN 978-0802-87439-9
- Keener, Craig S. (2018). Galatians. Cambridge University Press. Col: New Cambridge Bible Commentary. Cambridge: [s.n.] ISBN 978-1108-44557-3
- Keener, Craig S. (2018). Galatians: A Commentary. Baker Academic. Grand Rapids, MI: [s.n.] ISBN 978-154-096007-8
- Keener, Craig S. (2019). Christobiography: Memories, History, and the Reliability of the Gospels. Eerdmans. Grand Rapids, MI: [s.n.] ISBN 9780802876751
- Keener, Craig S.; Brown, Michael L. (2019). Not Afraid of the Antichrist. Chosen Books. Grand Rapids, MI: [s.n.] ISBN 978-0800-79916-8

### Artigos e capítulos
lista parcial n.b.
- Keener. «Matthew 5:22 and the Heavenly Court». Expository Times. 99. 46 páginas
- Keener, Craig S. (2000). «Marriage». In:  Evans; Porter. Dictionary of New Testament Background. Intervarsity Press. Downers Grove, IL: [s.n.] pp. 680–93
- Keener. «Some New Testament Invitations to Ethnic Reconciliation». Evangelical Quarterly. 75: 195-213
- Keener, Craig S. (2003). «Spirit, Holy Spirit, Advocate, Breath, Wind». In:  Evans; Gowan. Westminster Theological Wordbook of the Bible. Westminster/John Knox Press. Louisville, KY: [s.n.] pp. 484–96
- Keener. «'Brood of Vipers' (Mt. 3.7; 12.34; 23.33)». Journal for the Study of the New Testament. 28: 3-11
- Keener. «Paul's 'Friends' the Asiarchs (Acts 19.31)». Journal of Greco-Roman Christianity and Judaism. 3: 134-41
- Keener. «Novel's 'Exotic' Places and Luke's African Official (Acts 8:27)». Andrews University Seminary Studies. 46: 5-20
- Keener. «Between Asia and Europe: Postcolonial Mission in Acts 16:8-10». Asian Journal of Pentecostal Studies. 11: 3-14
- Keener, Craig S. (2008). «Some Rhetorical Techniques in Acts 24:2-21». In:  Porter. Paul’s World. E. J. Brill. Leiden: [s.n.] pp. 221–51
- Keener. «Fever and Dysentery in Acts 28:8 and Ancient Medicine». Bulletin for Biblical Research. 19: 393-402
- Keener, Craig S. (2009). «We Beheld his Glory (Jn 1:14)». In:  Anderson; Just; Thatcher. Aspects of Historicity in the Fourth Gospel Vol. 2 of John, Jesus and History. SBL Early Christianity and It's Literature 2. Society of Biblical Literature. Atlanta, GA: [s.n.] pp. 15–25
- Keener. «The Nativity Cave and Gentile Myths». Journal of Greco-Roman Christianity and Judaism. 7: 59–67
- Keener. «The Pillars and the Right Hand of Fellowship in Galatians 2:9». Journal of Greco-Roman Christianity and Judaism. 7: 51-58
- Keener. «Spirit Possession as a Cross-Cultural Experience». Bulletin for Biblical Research. 20: 215-36
- Keener, Craig S. (2011). «We Beheld his Glory (Jn 1:14)». In:  Westerholm. The Blackwell Companion to Paul. Blackwell. Malden, MA: [s.n.] pp. 46–62
- Keener. «Paul and Sedition: Pauline Apologetic in Acts». Bulletin for Biblical Research. 22: 201-24
- Keener, Craig S. (2013). «John, Gospel of». In:  Green; Brown; Perrin. Dictionary of Jesus and the Gospels. Intervarsity Press 2nd ed. Downers Grove, IL: [s.n.] pp. 419–36
- Keener, Craig S. (2013). «Youthful Vigor and the Maturity of Age: Peter and the Beloved Disciple in John 20—21». In:  Chrupcala. John: Essays on the Fourth Gospel in Honour of Frédéric Manns. Rdizioni Terra Santa. Milan: [s.n.] pp. 559–75
- Keener, Craig S. (2014). «Luke-Acts and the Historical Jesus». In:  Charlesworth; Rhea; Pokorny. Jesus Research: New Methodologies and Perceptions. The Second Princeton-Prague Symposium on Jesus Research. Eerdmans. Grand Rapids, MI: [s.n.] pp. 600–623
- Keener, Craig S. (2014). «Miracle Reports: Perspectives, Analogies, Explanations». In:  Charlesworth; Rhea. Hermeneutik der frühchristlichen Wundererzählungen: Historiche, literarische und rezeptionsästhetische Aspekte. Mohr Siebeck. Col: WUNT. 339. Tübingen: [s.n.] pp. 53–65
- Keener, Craig S. (2015). «Miracles». In:  Balentine. The Oxford Encyclopedia of Bible and Theology. Oxford University Press. 2. New York: [s.n.] pp. 101–7
- Keener, Craig S. (2016). «Paul's Positive Madness in Acts 26:24-25». In:  Lang; Verheyden. Goldene Anfänge und Aufbrüche: Johann Jakob Wettstein und die Apostelgeschichte. Evangelische Verlagsanstalt. Col: Arbeiten zur Bibel und Ihrer Geschichte. Leipzig: [s.n.] pp. 311–20
- Keener. «Transformed Thinking in Paul's Letters». Doon Theological Journal. 13: 5-24
- Keener, Craig S. (2016). «'What Is Truth?': Pilate's Perspective on Jesus in John 18:33-38». In:  Anderson; Just; Thatcher. Glimpses of Jesus through the Johannine Lens, Vol. 3 of John, Jesus and History. SBL Early Christianity and It's Literature 18. Scholars Press. Atlanta, GA: [s.n.] pp. 77–94
- Keener, Craig S. (2017). «Rhetoric». In:  Thatcher; Keith; Person, Jr.; Stern; Odor. The Dictionary of the Bible and Ancient Media. T&T Clark. New York: [s.n.] pp. 337–41